# Terry Yorath
Terence Charles Yorath (Cardiff, 1950. március 27. –) walesi válogatott labdarúgó, középpályás, edző.

## Pályafutása

### Klubcsapatokban
Yorath labdarúgó-pályafutását az angol Leeds United csapatában kezdte el, valamint tagja volt a hatvanas és hetvenes évek sikercsapatának. A klubbal 1974-ben angol bajnokságot nyert, valamint kétszer szerepelt európai kupadöntőben: az 1973-as kupagyőztesek Európa-kupája-döntőjében az olasz AC Milan, az 1975-ös bajnokcsapatok Európa-kupája-döntőjében a nyugatnémet Bayern München ellen szenvedtek vereséget. A Leeds színeiben 1967 és 1976 között száznegyvenegy bajnoki mérkőzésen lépett pályára, amelyeken tíz gólt szerzett. 1976 és 1979 között a szintén angol élvonalbeli Coventry City, 1979 és 1981 között pedig a Tottenham Hotspur csapataiban futballozott. 1981-ben a kanadai Vancouver Whitecaps játékosaként futballozott. 1982-ben visszatért Angliába a harmadosztályú Bradford City csapatához. Utolsó mérkőzését 1986-ban játszotta a walesi Swansea City mezében.

### A válogatottban
1969 és 1981 között ötvenkilenc alkalommal lépett pályára a walesi labdarúgó-válogatottban, két gólt szerzett.

### Edzőként
Yorath 1986-ban az angol negyedosztályban szereplő Swansea City vezetőedzője lett; a klubbal 1988-ban feljutott a harmadosztályba. 1988 és 1993 között a walesi labdarúgó-válogatott szövetségi kapitánya volt, párhuzamosan pedig dolgozott a Bradford City csapatánál is. Az 1994-1995-ös szezonban az angol negyedosztályú Cardiff City trénere volt, a szezon végén csapata kiesett az ötödosztályba. 1995 és 1997 között a libanoni labdarúgó-válogatott szövetségi kapitányaként dolgozott. A 2001-2002-es idényben az angol másodosztályú Sheffield Wednesday csapatát edzette. 2008 és 2009 között az amatőr Margate FC edzője volt.

## Sikerei, díjai

### Játékosként
Leeds United
- Angol bajnokság
  - bajnok: 1973–74
- Bajnokcsapatok Európa-kupája (BEK)
  - döntős: 1974–75
- Kupagyőztesek Európa-kupája (KEK)
  - döntős: 1972–73